# 浪岡秀種
浪岡 秀種（なみおか ひでたね）は、鎌倉時代末期から南北朝時代の浪岡氏の武将とされる人物。

## 出自に関する伝承
青森県青森市浪岡町には、藤原秀衡の六男藤原頼衡が次兄の藤原泰衡と対立した後この地に逃れ、浪岡右京大夫と名乗ってこの地を支配、浪岡氏の祖となったという伝承がある。秀種は頼衡の曾孫、秀衡の玄孫と言われ、奥州藤原氏の末裔とされる。

## 北畠顕家との関係
北畠顕家が義良親王を奉じて多賀国府にはいるとこの地にいた秀種は進んで臣下となり、娘である萩の局を顕家に嫁がせたという。顕家と萩の局との間には、北畠顕成、女子（安東貞季妻）、北畠師顕らが生まれたという。

## 北朝との抗争
秀種はその後、福島県の霊山城で足利方と抗したが正平2年（1347年）に霊山城は落城し、浪岡に入ったとされている。